# Condado de Fountain
El condado de Fountain (en inglés: Fountain County), fundado en 1819, es uno de 92 condados del estado estadounidense de Indiana. En el año 2000, el condado tenía una población de 70 823 habitantes y una densidad poblacional de 18 personas por km². La sede del condado es Covington. El condado recibe su nombre en honor a James Fountain. 

## Geografía
Según la Oficina del Censo, el condado tiene un área total de 1031 km², de la cual 1025 km² es tierra y 6 km² (0.56%) es agua.

### Condados adyacentes
- Condado de Tippecanoe (noreste)
- Condado de Montgomery (este)
- Condado de Parke (sur)
- Condado de Vermillion (suroeste)
- condado de Warren (noroeste)

## Demografía
Según la Oficina del Censo en 2000, los ingresos medios por hogar en el condado eran de $38 119 y los ingresos medios por familia eran $43 330. Los hombres tenían unos ingresos medios de $33 957 frente a los $21 631 para las mujeres. La renta per cápita para el condado era de $17 779. Alrededor del 8.50% de la población estaban por debajo del umbral de pobreza.

## Transporte

### Principales autopistas
| - Interestatal 74 - U.S. Route 41 - U.S. Route 136 - Ruta Estatal de Indiana 28 | - Ruta Estatal de Indiana 32 - Ruta Estatal de Indiana 55 - Ruta Estatal de Indiana 234 - Ruta Estatal de Indiana 341 |

## Municipalidades

### Ciudades y pueblos
| - Attica - Covington - Hillsboro - Kingman | - Mellott - Newtown - Veedersburg - Wallace |

Extintos
| - Chambersburgh - Rynear - Sterling | - Stringtown - Vicksburg |

### Áreas no incorporadas
| - Cates - Coal Creek - Fountain - Harveysburg - Riverside | - Rob Roy - Silverwood - Steam Corner - Stone Bluff - Yeddo |

### Municipios
El condado de Fountain está dividido en 11 Municipios:
| - Cain - Davis - Fulton - Jackson | - Logan - Millcreek - Richland - Shawnee | - Troy - Van Buren - Wabash |